# Federação Paraibana de Futebol
De Federação Paribana de Futebol (Nederlands: Voetbalfederatie van Paraíba) werd opgericht op 24 april 1947 en controleert alle officiële voetbalcompetities in de staat Paraíba. De federatie vertegenwoordigt de voetbalclubs bij de overkoepelende CBF en organiseert de Campeonato Paraibano en de Copa Paraíba.
Acre · Alagoas · Amapá · Amazonas · Bahia · Ceará · Espírito Santo · Federaal District · Goiás · Maranhão · Mato Grosso · Mato Grosso do Sul · Minas Gerais · Pará · Paraíba · Paraná · Pernambuco · Piauí · Rio de Janeiro · Rio Grande do Norte · Rio Grande do Sul · Rondônia · Roraima · Santa Catarina · São Paulo · Sergipe · Tocantins